# Solanum erythrotrichum
Solanum erythrotrichum är en potatisväxtart som beskrevs av Merritt Lyndon Fernald. Solanum erythrotrichum ingår i släktet skattor som ingår i familjen potatisväxter. Inga underarter finns listade i Catalogue of Life.